# Mangog (cómic)
Mangog es un personaje ficticio que aparece en los cómics estadounidenses publicados por Marvel Comics.

## Historial de publicaciones
El personaje apareció por primera vez en Thor # 154 (julio de 1968) y fue creado por Stan Lee y Jack Kirby.

## Biografía ficticia del personaje
Mangog debutó en una historia de múltiples tema en el título Thor, y se describe como la suma total del odio de "mil millones de millones de seres" de una misteriosa raza alienígena cuya invasión de Asgard había sido frustrada por Odin, el gobernante de Asgard. y los dioses nórdicos. Se cree que es el último miembro restante de esta raza y encarcelado debajo de Asgard. Mangog es liberado por el trol de roca Ulik, quien ve una advertencia en la puerta de la prisión para no liberar al ocupante, pero lo hace con la esperanza de que sea un aliado útil contra Asgard. Cuando se libera Mangog, él derrota fácilmente a Ulik y luego asalta Asgard con la intención de sacar la Espada Odín de su vaina que acabará con el universo. Thor, el hijo de Odin, lucha contra Mangog hasta que Odin derrota a Mangog al romper el Odinspell que había creado a Mangog como una prisión viva para toda su raza. Restaurar esa raza a su forma física hace que Mangog se desvanezca, aparentemente en la nada.
Mangog reaparece cuando liberado por el dios Loki, pero fue derrotado cuando fue separado de la fuente de su poder. Mangog tarde fue ayudado por el traidor mago Igron. Mangog asume la forma de un Odín encarcelado, y participa de la fuerza vital de cada uno de Asgard, debilitarlo, y planea llamar la Odinsword. Después de una serie de escaramuzas con Thor, la criatura es derrotada cuando Thor libera a Odin.
El personaje aparece en el segundo volumen de Thor como el siervo del Titan Thanos, quien busca la dominación universal. Mangog es finalmente destruido por Thor (el personaje pone su místico martillo Mjolnir en la boca de la criatura y explosiones internamente) y Thanos fue derrotado (más tarde se reveló que ha sido un clon de Thanos en Abismo Infinito). Más tarde, Mangog es nuevamente destruido por Thor, aparentemente para siempre cuando Thor utiliza la Odinforce y lo borra de la existencia.
Sin embargo, el Mangog regresa en las páginas de la miniserie Thunderstrike, cuando es convocado accidentalmente por un generador místico utilizado por el megalómano Adam Mann. Cuando Thor le pregunta sobre su regreso y recordando su destrucción anterior, el Mangog responde con desdén que el odio puede ser suprimido o rechazado, pero nunca destruido. Él es derrotado de nuevo cuando se le lanza al fuego de una estrella distante.
Más tarde, en The Mighty Thor, durante un enfrentamiento entre la heroína del mismo nombre y los dioses del Shi'ar, este último, cuando está molesto por los aliados de Thor, hace que se desate el llamado "Juicio Final", y temido, "Ultimate Judgment". La entidad temida se revela como el Mangog, cuya furia se dice que es imparable. Después de una prolongada batalla que diezma a Asgard, el nuevo Thor puede derrotarlo atando a Mangog en Gleipnir, la cadena que solía atar a Fenrir, y unirla a Mjolnir para arrojar al sol a Mjolnir y Mangog.

## Poderes y habilidades
Mangog posee la fuerza, resistencia, durabilidad y resistencia de un "mil millones de millones de seres", superando considerablemente la de Thor, y tiene la capacidad de manipular la magia para la proyección de energía y cambiar de forma.
Él parece ser inmortal e indestructible, en última instancia, ya existente, siempre y cuando el odio hace, y de hecho su fuerza en el odio en sí, incluso la de sus enemigos.

## Otras versiones

### Marvel Fanfare
En una historia del universo alternativo en el título Marvel Fanfare, Mangog lucha contra el Heraldo de Galactus, Silver Surfer.

### What If?
En la historia de What If?: "¿Qué pasaría si Jane Foster encontró el martillo de Thor?", Thordis (Foster) y Don Blake son llevados a Asgard por Sif para ayudar a detener el intento de Mangog de destruir el universo. En última instancia, Thordis lo detiene al invocar una tormenta que revive a Odin del Sueño de Odin, lo que le permite despachar a Mangog.

### Ultimate Marvel
En el universo de Ultimate Marvel, Mangog aparece en Ultimate Comics: Spider-Man # 150, una historia que Thor cuenta a los Ultimates sobre el heroísmo de Spider-Man. Aquí, Mangog es un hechicero mortal llamado Xandu que irrumpe en un museo y roba el ojo perdido de Avalon que lo transforma en Mangog. Mangog es derrotado por Spider-Man y Thor y luego vuelve a ser un mortal.

## En otros medios

### Televisión
- Mangog aparece en Avengers Assemble, episodio 20  "El Día del Padre de Todo", con la voz de JB Blanc.[14] Tiene una historia con Odin, quien le había prohibido ingresar a Asgard. Al descubrir que el padre de todos está en la Tierra, Mangog interrumpe el duelo de Odin con los Vengadores para vengarse de él, usando una espada llamada Rungnur que se alimenta del poder de Odin. Odin logra defenderse contra Mangog hasta que logra derribarlo. Mangog luego toma el Gungnir de Odin para combinarlo con su propia arma. Thor y el resto de los Vengadores tuvieron que trabajar para desarmar a Mangog de su arma. Una vez hecho esto, Odin reclama a Gungnir y hace que Heimdall abra un portal para enviar a Mangog a otra ubicación. Antes de desaparecer en el portal, Mangog declara que todavía se vengará de Odín.

### Videojuegos
- Mangog aparece en el videojuego Thor: Dios del Trueno, (que tiene lugar antes de los acontecimientos de la película 2011, Thor) expresó simultáneamente por Steven Blum, Robin Atkin Downes, Mitch Lewis, Lisa Moncure, y Mari Weiss. Se revela que Odin una vez creó a Mangog y lo ató con cadenas de Scabrite para evitar que destruyera nada más de lo que su voluntad le dice. Sus cadenas se liberaron y la criatura devoró las almas de los Vanir. Loki engaña a Thor para que libere a Mangog de su encarcelamiento como parte de un plan para desacreditar a su hermano, pero se ve obligado a ayudar a Thor a regresar a Asgard cuando su propio plan para destruir a Mangog fracasa. Tras vencer a los aliados invasores de Mangog para privarlo del odio que lo empodera, Thor lucha contra Mangog mientras Odin golpea a Mangog con lanzas para dañar su armadura. Cuando la lucha concluye, Odín permite que las almas que empoderaron a Mangog pasen a su recompensa y paz en el más allá.
- Mangog aparece en Thor: The Dark World - The Official Game, con la voz de Chris Phillips y Marc Thompson.

### Juegos de mesa
- Mangog se incluyó en el juego de mesa Heroclix con superhéroes en 2017 como parte del juego The Mighty Thor del juego de miniaturas coleccionables.